# 史前時代

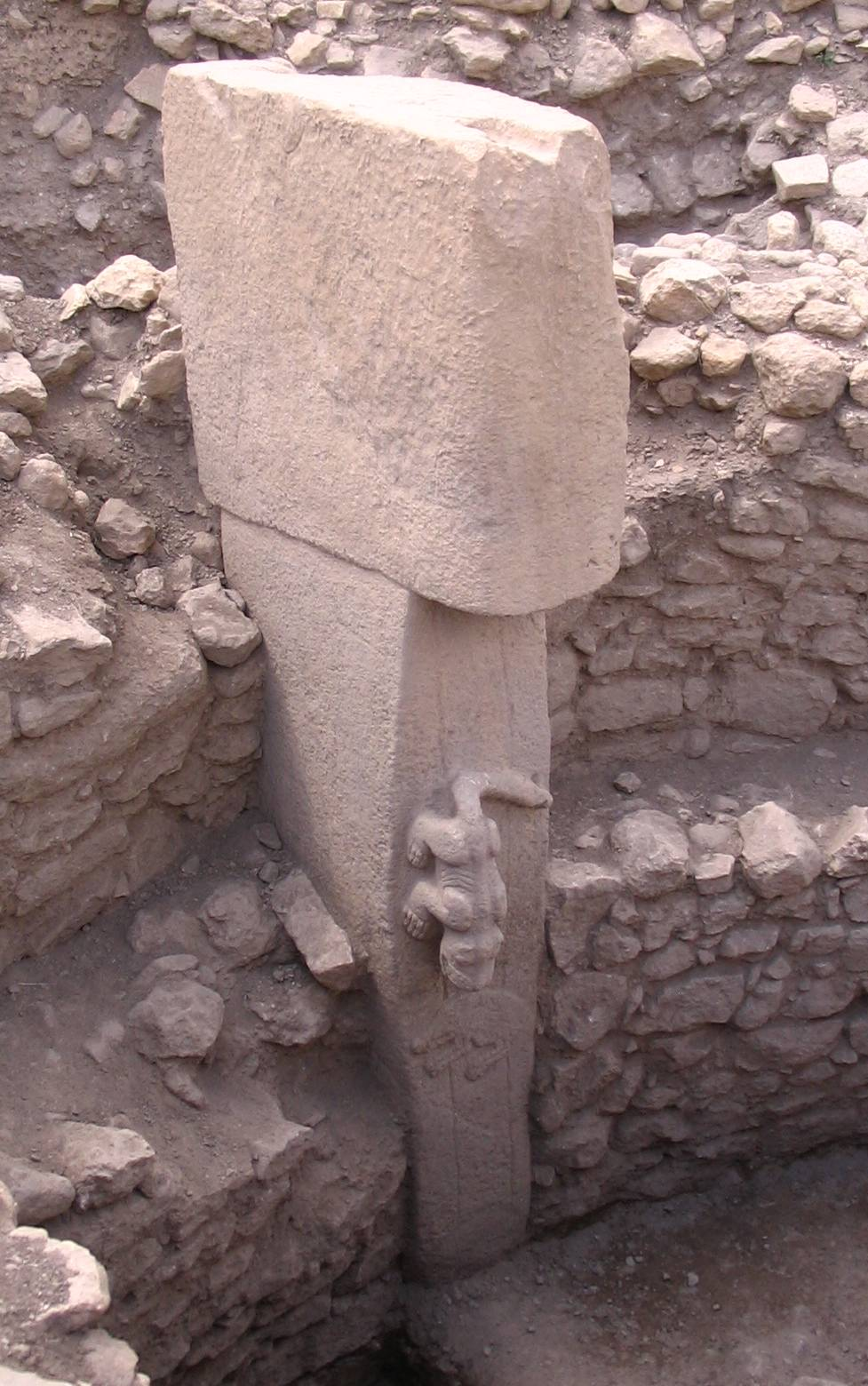
哥貝克力石陣，約公元前11000年前。

史前時代，意即有歷史記載之前的时代，一般是指人類出現文字之前的時代。由于各地人類發明文字的時間都有不同，所以史前時代沒有一個廣泛適用於各地的特定時間。但是，作為一個泛稱，史前時代通常指公元前4000年以前的時期。舉例，尚未发现文字记载的石器時代（前250萬年－前4000年）是史前時代，青銅器時代（前4000年－各地不同時期完結）以後有文字记载之起就可称为信史時期。例如中國的五帝和夏朝就是史前時代，而商朝人则使用甲骨文和金文，甚至已经有“作册”等史官在竹简帛书上记载历史，故而中国从商朝开始就是信史。
广泛地说，史前时代可以追溯到自宇宙诞生以来至信史時期之前的整个时期，但实用上通常只用来描述自地球上有生命开始后的时期，甚至只描述类人生物出现后的时期。对于人类的史前时代的划分，史前史学家通常使用由丹麦考古学家克里斯蒂安·朱金森·汤姆森提出的“三代法”，根据人类对工具的使用程度将史前时代划分为三个时期，分别称为“石器时代”“青铜时代”和“铁器时代”。而研究人类出现前历史的学者则喜欢使用地质年代来划分时段。
而至于史前时代的结束，则取决于人类开始使用文字来记载的早晚。在不同的文化中，书写工具的产生有先后之分，但一般都是在青铜时代的晚期或铁器时代早期。
本條目主要是以人類出現後的史前时代為主，也就是在行為上和解剖學上認知為現代人類的物種首次出現之後的史前时代。

## 史前时代的确定
因为人类的史前时代没有历史记录，确定史前时代材料的时期对研究史前时代非常关键。直到19世纪，能够清晰确定时代的技术才发展出来。
对史前时代的了解主要通过史前史考古学家对史前人类的遗迹、遗物的研究得来。除了运用考古学的方法来研究当时的文化面貌、经济形态、社会生活和分期断代外，同时还要结合地质学、古生物学、古人类学和民族学等学科的研究方法，来复原自然环境的变迁、人类体质的发展和社会组织的变化。现代科学技术（比如勘测、物质成分分析、基因分析等）在考古上的应用，为分期断代提供更具体的论据。
史前时代研究和歷史研究的差異不只是在年代学上的差異而已，史前时代研究的是考古學文化的活動，而不是一些具名的民族或是個人。由於研究的是材料工藝、遺跡及文物，而不是書面記錄，史前时代的研究對象是匿名的。也因此，史前时代研究用的一些詞語，像尼安德特人及鐵器時代都是後來才出現的，其定義有時仍會有爭議。
史前时代結束的時間是看何時開始有書寫的記錄可以做為學術研究的來源，此一時間會隨區域而不同。例如一般認為埃及的史前时代約在公元前3200年結束，但新幾內亞的史前时代要到20世紀開始才結束。歐洲的古希臘及古羅馬文化有許多書面記錄留下來，但他們鄰近的民族，像凱爾特人甚至伊特魯里亞文明文字記錄不多，其至沒有使用文字。歷史學家需設法評估他們哪一部份算是史前时代。

## 石器时代
石器時代指人类使用石制工具的时代，被考古学家用来表示冶金时代以前的漫长时期。這時的人类还未掌握冶炼金属的技术，只能制造和使用各种形状的石质器具。隨著時代前进，人类研究和制造石器的方法不断改良。石器時代大致可以划分為三個時代：舊石器時代、中石器時代、和新石器時代。
石器时代包含了人类进化过程中的第一次大范围科技传播，以及人类从东非熱帶莽原地区向世界其他地区的扩张。

### 旧石器时代

旧石器时代人口遷徙路線圖，是根據粒線體DNA的群體遺傳學所繪製。數字為距離現在有多少千年

旧石器时代是石器时代的初期，时间大致在距今約二百五十萬年到約一萬年前之间。这时期中的人类经历了从最初能够使用工具的能人，到能够直立行走的直立人，再到早期智人的阶段。这段时期的人类以打猎和采集为主要生产活动，能够使用加工后的骨头、木材以及石器作为工具，主要居住在山洞中。大约在旧石器时代中期，人类初步地掌握了对火的使用，并出现了较为系统的丧葬仪式以及早期的音乐和其它艺术，以及意识形态得以发展。大约距今四十至五十万年的时候，人类语言开始出现。人类语言的标志是对各类事物的命名，这使得当时的人类具有了真正的表达和交流能力。

### 中石器时代

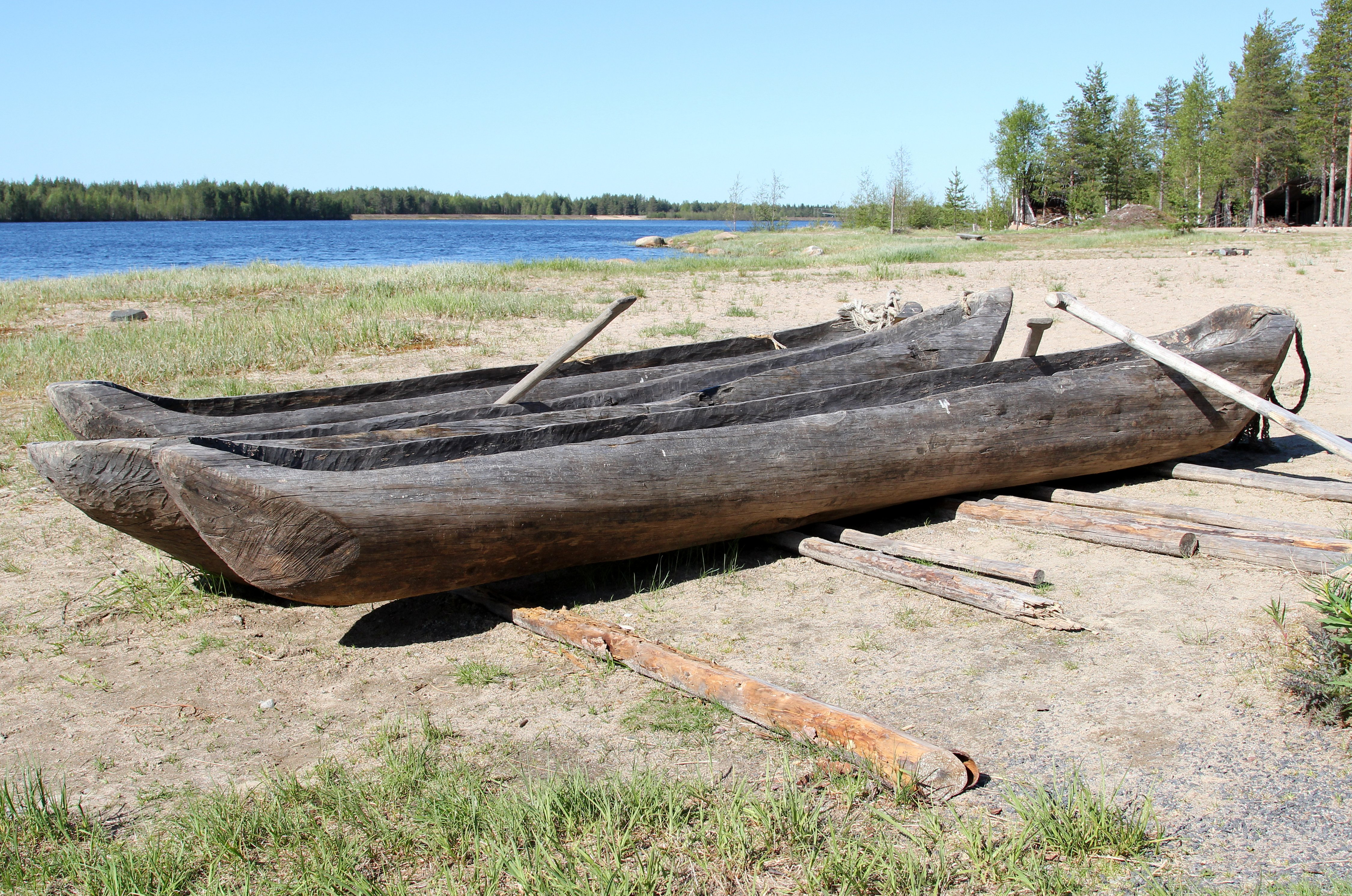
一種獨木舟

中石器時代與新、舊石器時代文化相互重疊，約從更新世（約10000BP）末期開始，到開始有農業的時間為止，各地區的時間可能有些差異，例如近東一帶的農業在更新世之後就出現了，因此近東的中石器时代時間很短，不易定義。在一些有受到冰期影響的地方，會用Epipaleolithic表示中石器時代。
中石器時代的特色是巨大的環境和文化變化，並針對特殊環境在當地做出不同的調適。此時代的特點是細石器的製作，將細小石器鑲嵌在矛炳、骨頭、鹿角、木器，和不常見的磨光石器上。現存的藝術成品包括雕刻品和洞穴壁畫，與之前作品相比，其對人類和動物形式的描繪更為精細。

### 新石器时代
在这个阶段，初级科技和社会开始发展。这一时代的基本特征是农业、畜牧业的产生和磨制石器、陶器、纺织的出现。随着冶铜技术的发展，青铜时代到来，石器时代结束。“新石器时代”这个术语一般仅用于“旧大陆”，因为美洲和大洋洲的一些文化没有成熟的金属工具的科技。

#### 農業

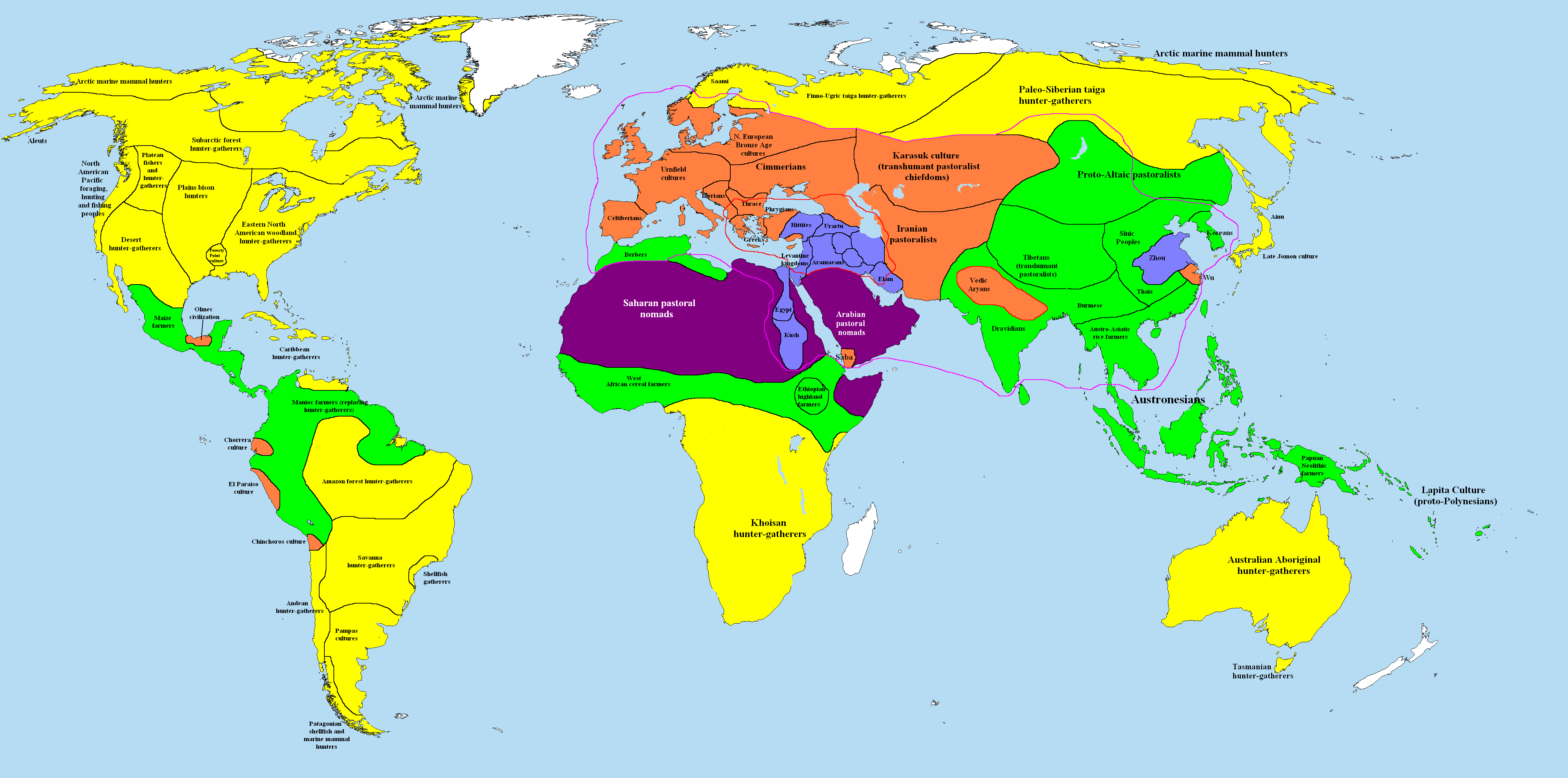
公元前1000年，世界各地的技術及社會狀態
狩獵採集
遊牧民族
簡單農業社會
複雜農業社會/酋邦
主权国家
無人居住

起源於史前時代的森林園藝多半認為是最古老的農業形態（或农业生态系统）。戈登·柴爾德認為在西元前約一萬年出現了新石器革命，開始有農業及馴養動植物。蘇美人在西元前九千五百年開始農業，在西元前七千年，在印度及秘魯的人分別開始農業，埃及的農業約在西元前千年開始，中國的農業約在西元前五千年開始，而中部美洲的農業約在西元前2700年開始。
雖然提及史前農業，多半會著重中東的肥沃月彎，但美洲、東亞及東南亞的考古學發現當地的農業系統有不同的種物及牲畜，而且可能是和中東的農業同時開始。蘇美人在西元前5500年開始有組織的耕種，在青銅和鐵取代石器在農具的應用之前，農業定居點完全受到石器的影響。在歐洲及亞洲，青銅和鐵的工具、裝飾及武器在西元前三千年開始普及。在青銅時代後，東地中海、中東及中國開始使用鐵製的工具及武器。
許多文明都是在河谷地或三角洲出現，像美索不達米亞的底格里斯河谷及幼發拉底河谷，埃及的尼羅河谷，印度次大陸的印度河盆地，以及中國的黃河及長江中下游。不過有些遊牧民族，像澳洲的原住民及南非的布希曼人，一直到近代才開始接觸農業。
農業使得在許多氣候下可以產生複雜的社會，也就是文明。國家和市場開始出現，技術提升人類駕馭自然的能力，也可以發展交通及通訊。「城市展現人類新的集中程度，大量的定居人口」。但城市依靠農村多出來的農產品「因為城市的居民無法生成他們需要的食物，……城市無法自己支持自己，……城市只能存在於有良好農業，可以提供多餘糧食的地區」。

### 红铜时代
在旧大陆考古学中，“红铜时代”是指石器仍然广泛使用，但早期铜器开始出现的一段过渡时期。
红铜即天然铜，质地软，不适合制造工具，所以红铜时代的人类仍以使用石器为主。很快的，人們開始發現當紅銅與錫或其他金屬混合之後，金屬會變得更好用，從而進展到青銅時代。這個過程很多時都很快，所以很難具體的界定紅銅時代與其他時代的分野。
美索不达米亚、高加索地區、伊朗、印度河谷等地最先在公元前5千年後期到前4千年左右进入红铜时代，歷時約1000年，与公元前3000年前后才進入青銅時代初期。在歐洲，没有发生过类似的红铜时代，而是直接在公元前3000年左右进入青铜时代，与中东地区基本一致。埃及和西班牙进入青铜时代的时间最早，在公元前3200年。另外，中美洲在公元7世紀亦獨立的發現了鍊金術，但沒有經過紅銅時代。

## 铜器时代

### 青铜时代
青銅時代是一個人類文化的進步最大的時期，包括由自然提煉出銅和錫，並鎔鑄為青銅，這些金屬普遍含有砷。
从西亚在公元前3000年前没有锡青铜来看，铜矿石和锡矿石是十分罕见的。青铜时代是史前社会三时代系统的一部分，它出现在新石器时代之后。但在一些地区，没有经过青铜时代就直接过渡到铁器时代，如日本的弥生时代，美洲和大洋洲。由于书写的发明，青铜时代是有直接历史记载的最早时期。
就在這個時代，人類開始從事農業和畜牧，將植物的果實加以播種，並把野生動物馴服以供食用，人類不再只依賴大自然提供食物，籨因此其食物來源變得穩定，同時農業與畜牧的經營也使人類由逐水草而居變為定居下來，節省下更多的時間和精力，而人類亦已經能夠製作陶器、紡織，在這樣的基礎上，人類生活得到了更進一步的改善，開始關注文化事業的發展，使人類開始出現文明。例外也有用青銅或銅製造的器具或容器，有用來囤積食物、宗教等用途。著名文物有越王勾踐劍等。

### 戰爭
因為青銅有著高可塑性、堅固和不昂貴等優點，所以在這個時期被廣泛使用於戰爭，用青銅製造的武器不計其數有劍、箭矢、矛或各種器具的組件，也被用於製造裝甲等，經典的戰爭文物有越王勾踐劍等。在青銅末期有火炮的雛型，及突火槍和火銃等。

## 铁器时代
鐵器時代是考古學上繼青銅時代之後的一個人類社會發展時代。這是在實際上所說的鐵器時代是指的早期階段。最早的铁器于公元前14世纪之初出现于小亚细亚的东部，其他各地进入铁器时代的时间不甚一致。在铁器时代晚期各國都已經進入了有文字記載的文明時代，也就多以各國的朝代來稱呼其時代。當時人們已能冶鐵和製造鐵器作為生產工具。其與之前時代的主要區別在於農業發展，宗教信仰與文化模式。
鐵器時代是在三時代系統中最後的主要時期，三時代系統是丹麥考古學家克里斯蒂安·于恩森·汤姆森在1836年時所提出，共分為石器時代、青銅器時代與鐵器時代。。
不同地區進入鐵器時代的時間有所不同，即使同在歐洲，日耳曼地區和羅馬進入鐵器時代的時間亦有所不同。世界上最早进入铁器时代的是赫梯王国，大约在公元前十四世纪年左右。中国在春秋（公元前五世纪）末年，大部分地区已使用铁器。
雖然各地區進鐵器時代的時間不盡相同，亦難以以準確的年份標示，但鐵器時代與之前時代的區別仍是十分明顯的。鐵器時代是指已經能運用很複雜的金屬加工來生産鐵器。鐵的硬度，高熔點與鐵礦的高蘊含量，使得鐵相對青銅來說來得便宜及可在各方面運用，所以其需求很快便遠超青銅。
在美洲及大洋洲的鐵器時代並不是發展自青銅器時代，因為鐵的運用是由歐洲探險家傳入的。

## 各地區的史前時代
舊世界
- 史前非洲（英语：Prehistoric_Africa）
  - 史前埃及
  - 史前北非（英语：Prehistoric North Africa）
- 亞洲歷史
  - 東亞：
    - 史前中國
    - 史前的泰國
    - 史前朝鮮
    - 日本舊石器時代
    - 臺灣史前時期
    - 中國青銅器

  - 南亞：
    - 印度河流域文明
    - 南亞石器時代
    - 史前斯里蘭卡（英语：Prehistory of Sri Lanka）

  - 史前中亞
  - 古代近東：
    - 史前伊朗（英语：Prehistoric_Iran）
    - 奥瑞纳文化
    - 納圖夫文化
    - 歐貝德時期
    - 烏魯克時期
- 史前歐洲
  - 高加索地區歷史（英语：History of the Caucasus）
    - 史前喬治亞（英语：Prehistoric Georgia）
    - 史前亞美尼亞（英语：Prehistoric Armenia）

  - 歐洲舊石器時代（英语：Paleolithic Europe）
  - 歐洲新石器時代（英语：Neolithic Europe）
  - 歐洲青銅時代（英语：Bronze Age Europe）
  - 歐洲鐵器時代（英语：Iron Age Europe）
  - 大西洋歐洲（英语：Atlantic Europe）
    - 史前不列顛
    - 史前愛爾蘭（英语：Prehistoric Ireland）
    - 史前伊比利半島（英语：Prehistoric Iberia）

  - 史前巴爾幹半島（英语：Prehistory of the Balkans）

新世界
- 前哥倫布時期
  - 史前的美國西南文化區（英语：Prehistoric Southwestern Cultural Divisions）
  - 西元前2千年的北美歷史（英语：2nd millennium BCE in North American history）
  - 西元前1千年的北美歷史（英语：1st millennium BCE in North American history）
  - 西元第1千年的北美歷史（英语：1st_millennium_in_North_American_history）
- 史前澳洲（英语：Prehistory of Australia）